# Kanton Houdain
Der Kanton Houdain war bis 2015 ein französischer Kanton im Arrondissement Béthune, im Département Pas-de-Calais und in der Region Nord-Pas-de-Calais. Sein Hauptort war Houdain. Vertreter im Generalrat des Départements war zuletzt von 2010 bis 2015 Daniel Dewalle.
Der Kanton Houdain lag im Mittel 103 Meter über Normalnull, zwischen 30 Metern in Bruay-la-Buissière und 186 Metern in Fresnicourt-le-Dolmen.

## Gemeinden
Der Kanton bestand aus einem Teil der Stadt Bruay-la-Buissière (angegeben ist hier die Gesamteinwohnerzahl, im Kanton lebten etwa 5.500 Einwohner) und weiteren elf Gemeinden:
| Gemeinde              | Einwohner Jahr | Fläche km² | Bevölkerungsdichte | Code INSEE | Postleitzahl |
| --------------------- | -------------- | ---------- | ------------------ | ---------- | ------------ |
| Beugin                | 459 (2013)     | –          | – Einw./km²        | 62120      | 62150        |
| Bruay-la-Buissière    | 22.802 (2013)  | –          | – Einw./km²        | 62178      | 62700        |
| Camblain-Châtelain    | 1.782 (2013)   | –          | – Einw./km²        | 62197      | 62470        |
| Caucourt              | 340 (2013)     | –          | – Einw./km²        | 62218      | 62150        |
| Estrée-Cauchy         | 373 (2013)     | –          | – Einw./km²        | 62314      | 62690        |
| Fresnicourt-le-Dolmen | 788 (2013)     | –          | – Einw./km²        | 62356      | 62150        |
| Gauchin-Légal         | 333 (2013)     | –          | – Einw./km²        | 62366      | 62150        |
| Hermin                | 211 (2013)     | –          | – Einw./km²        | 62441      | 62150        |
| Houdain               | 7.473 (2013)   | –          | – Einw./km²        | 62457      | 62150        |
| Maisnil-lès-Ruitz     | 1.579 (2013)   | –          | – Einw./km²        | 62540      | 62620        |
| Ourton                | 793 (2013)     | –          | – Einw./km²        | 62642      | 62460        |
| Rebreuve-Ranchicourt  | 1.097 (2013)   | –          | – Einw./km²        | 62693      | 62150        |